# Kerk van Zunderdorp

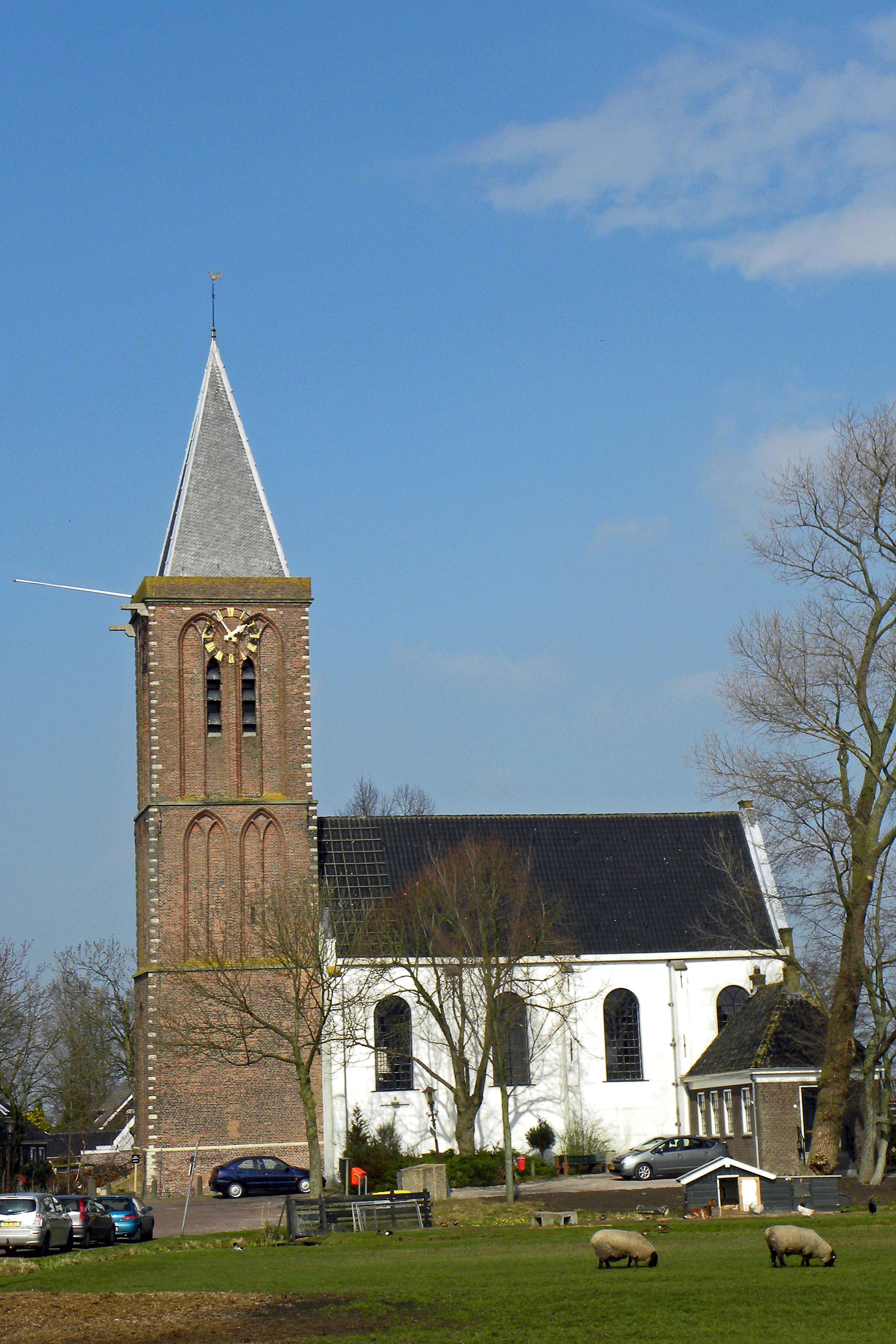
Kerk van Zunderdorp

De Kerk van Zunderdorp is de Nederlands Hervormde Kerk van Zunderdorp in Amsterdam-Noord.
Het is een gepleisterde zaalkerk met steunberen, in 1711 gebouwd tegen de laatgotische toren zonder steunberen van de vorige kerk. De toren dateert uit de 15e eeuw, telt drie geledingen en is voorzien van een balustrade en een tentdak. Opvallend zijn de natuurstenen hoekblokken. Het kerkinterieur wordt overdekt door een houten tongewelf met trekbalken op geprofileerde sleutelstukken en korbelen (volgens de V.L. herbouwd 1711 en 1824; het eerste jaartal is waarschijnlijk, het tweede betreft een herstelling na een brand).

## Orgel
Er is een eenklaviers orgel (Rijksmonument), geleverd door de firma G.A. Goldschmeding (Amsterdam) in 1907, maar afkomstig uit de werkplaats van de orgelmaker Mart. Vermeulen (Woerden). Het instrument is karakteristiek door de vormgeving van front en klaviatuur en bevat belangwekkend 18de-, 19de- en 20ste-eeuws pijpwerk. In 2010 is het instrument gerestaureerd door Flentrop Orgelbouw te Zaandam.

### Dispositie
Manuaal: Bourdon 16' discant - Prestant 8' - Holpijp 8' - Flûte harmonique 8' (C-H in Holpijp) - Salicionaal 8' (C-H in Holpijp) - Vox céleste 8' discant - Octaaf 4' - Roerfluit 4' - Octaaf 2' - Cornet 4' 4 sterk discant - Tremulant. Pedaal: Subbas 16'. Pedaalkoppeling. Mechanische sleepladen. Manuaalomvang: C-f3. Pedaalomvang: C-c1.